# Famille Villey
La famille Villey-Desmeserets, généralement appelée plus simplement la famille Villey, est une famille française originaire de Caen (Calvados), et comptant de nombreuses personnalités aux XIXe et XXe siècles, principalement des universitaires.

## Personnalités
Les principales personnalités de cette famille sont, par ordre chronologique de naissance :
- Edmond Villey (1848-1924), économiste, professeur d'économie politique puis doyen de la faculté de droit de Caen, cofondateur de la Revue d'économie politique, membre de l'Académie des sciences morales et politiques.
- Pierre Villey (1879-1933), normalien, professeur à la faculté des lettres de Caen, spécialiste de la littérature du XVIe siècle, quatre fois lauréat de l'Académie française[1], secrétaire général de l'Association Valentin Haüy.
- Jean Villey (1885-1948), normalien, physicien, professeur de mécanique appliquée à la Faculté des sciences de Paris, lauréat de l'Académie des sciences.
- Daniel Villey (1911-1968), économiste, professeur aux universités de Caen, Poitiers puis Paris, membre du comité technique de l'INED, directeur adjoint de l'Institut de démographie de l'université de Paris, résistant, membre du Comité départemental de Libération de la Vienne, vice-président de la Société du Mont-Pèlerin, président de l'Association pour la liberté économique et le progrès social.
- Raymond Villey (1913-1999), résistant, médecin, professeur de médecine, doyen de la faculté de médecine de Caen, membre puis président du Conseil de l'Ordre des médecins.
- Michel Villey (1914-1988), juriste, professeur de droit à l'université de Strasbourg puis à la faculté de droit de l'université de Paris, historien et philosophe du droit, directeur du Centre de philosophie du droit. Son nom est donné à l'institut Michel-Villey pour la culture juridique et la philosophie du droit.

## Filiation simplifiée
- Jacques Villey-Desmeserets (1788-1863), marié le 1er avril 1812 avec Louise Aimée Champin, dont :
  - Charles Victor Achille Villey-Desmeserets (1814-1878), avocat à la Cour d'appel de Caen, épouse le 16 janvier 1843 Marie Octavie Gouget, dont :
    - Paul Emile Villey-Desmeserets (1847-1927), président du tribunal civil de Falaise.
    - Edmond Villey (1848-1924), économiste, professeur d'économie politique, membre de l'Académie des sciences morales et politiques.
      - Achille Villey-Desmeserets (1878-1955), avocat, conseiller d'état, préfet de la Seine.
      - Pierre Villey (1879-1933), professeur de lettres, professeur d'université, secrétaire général de l'Association Valentin Haüy. Il épouse le 10 mai 1910 Louise Boutroux, fille du philosophe Émile Boutroux.
        - Daniel Villey (1911-1968), économiste, professeur d'université, résistant, président d'associations. Il épouse Florence Métois, fille du militant socialiste Alexis Métois, fondateur de parti politique.
          - Philippe Villey-Desmeserets (1940-2012), avocat, fondateur de cabinets d'avocats, ép. Nicole Lajugie[2].

        - Raymond Villey (1913-1999), résistant, médecin, professeur de médecine, doyen de faculté, président du Conseil de l'Ordre.
        - Michel Villey (1914-1988), juriste, professeur d'université, historien et philosophe du droit.

      - Jean Villey (1885-1948), physicien, professeur de physique. Il épouse Suzanne Picard, fille du mathématicien Émile Picard et petite-fille du mathématicien Charles Hermite.
      - Etienne Villey (1891-1957), responsable patronal du GIM et de l'Union des industries et métiers de la métallurgie (UIMM)[3].

    - Léon Charles Villey-Desmeserets (1853-1914), magistrat, substitut du procureur général à Caen. Il épouse Marie Marcelle Marguerite Sordot.
      - Henri Villey-Desmeserets (1884-1914), officier, mort pour la France.

## Hommages: noms donnés, odonymes
Plusieurs institutions et voies ont été dénommées en l'honneur des membres de cette famille :
- Institut Michel-Villey pour la culture juridique et la philosophie du droit, à Paris, rattaché à l'université Panthéon-Assas ;
- Collège Villey-Desmeserets à Caen ;
- Bibliothèque sonore Pierre-Villey, à Caen ;
- Rue Pierre-Villey, dans le 7e arrondissement de Paris ;
- Rue Edmond Villey-Desmeserets, à Caen.